# Copa FFTL de 2024
A Copa FFTL de 2024 é a segunda edição deste torneio de futebol timorense. É organizada pela Federação de Futebol de Timor-Leste e conta com 16 times participantes. A equipa do FC Lalenok United, campeã da última edição, não se inscreveu para esta nova disputa.

## Histórico
O torneio foi anunciado em 20 de março pela FFTL, com a fase de inscrição dos times. Inicialmente, estavam elegíveis para participar apenas equipas da 1ª e 2ª divisão da Liga Futebol Timor-Leste. No entanto, devido ao baixo número de inscritos, a federação ampliou a elegibilidade para as equipas da 3ª divisão nacional. As inscrições se encerraram em 19 de abril.
A primeira partida foi realizada em 7 de maio entre as equipas do DIT FC (1ª) e Relay Laleia FC (3ª divisão).

## Formato
Semelhante à primeira edição, o torneio utiliza o sistema de grupos e eliminatórias a uma mão, iniciando-se pela primeira fase com 4 grupos de 4 equipes cada, na qual classificam-se as duas melhores de cada grupo para as quartas de final.
Todas as partidas foram realizadas no Estádio Municipal de Díli. O sorteio dos grupos do torneio foi realizado em 4 de maio na federação timorense.

## Participantes
Os seguintes times participam da competição:
| Primera e Segunda Divisão 3 times da temporada 2023           | Terceira Divisão 13 times inscritos |
| - DIT FC - FIEL FC - Lica-Lica Lemorai - Porto Taibesse (X)NT | - AS Kantada - Assa FC - Atlético de Mota'ain (ATM) - B2B FC - FC Iraler - FC Ostico - Maubele FC - Mushila FC - Nature FC - Rai Klaran FC - Relay Laleia FC - São José FC - Zhavia FC |

NTA equipa do FC Porto Taibesse se inscreveu para a competição, mas posteriormente desistiu de participar.

## Primeira Fase
As partidas da fase de grupos foram realizadas entre 4 de maio e 30 de junho de 2024.
Grupo A
| # | Equipa          | J | V | E | D | GP | GC | SG  | Pts | Classificação |
| - | --------------- | - | - | - | - | -- | -- | --- | --- | ------------- |
| 1 | Relay Laleia FC | 3 | 2 | 1 | 0 | 7  | 2  | +5  | 7   | Classificados |
| 2 | DIT FC          | 3 | 1 | 2 | 0 | 12 | 2  | +10 | 5   | Classificados |
| 3 | AS Kantada      | 3 | 1 | 1 | 1 | 6  | 3  | +3  | 4   | Eliminados    |
| 4 | Nature FC       | 3 | 0 | 0 | 3 | 0  | 18 | −18 | 0   | Eliminados    |

Fonte: [carece de fontes?]
Regras para classificação: 1º pontos; 2º saldo de gols; 3º gols pró.
(C) = Campeão; (R) = Rebaixado; (P) = Promovido; (O) = Vencedor do play-off; (A) = Classificado para a próxima fase. 
Somente aplicável se a temporada não tiver terminado: 
(Q) = Classificado para a fase do torneio indicada; (TQ) = Classificado para o torneio, mas não para a fase indicada; (DQ) = Desclassificado do torneio.

Grupo B
| # | Equipa        | J | V | E | D | GP | GC | SG  | Pts | Classificação |
| - | ------------- | - | - | - | - | -- | -- | --- | --- | ------------- |
| 1 | Assa FC       | 3 | 3 | 0 | 0 | 9  | 1  | +8  | 9   | Classificados |
| 2 | Mushila FC    | 3 | 2 | 0 | 1 | 8  | 5  | +3  | 6   | Classificados |
| 3 | ATM           | 3 | 1 | 0 | 2 | 2  | 2  | 0   | 3   | Eliminados    |
| 4 | Rai Klaran FC | 3 | 0 | 0 | 3 | 1  | 12 | −11 | 0   | Eliminados    |

Última atualização em 9 de julho de 2024
Fonte: https://tatoli.tl/2024/06/28/manan-1-0-assa-fc-lidera-grupu-b-kopa-fftl/
Regras para classificação: 1º pontos; 2º saldo de gols; 3º gols pró.
(C) = Campeão; (R) = Rebaixado; (P) = Promovido; (O) = Vencedor do play-off; (A) = Classificado para a próxima fase. 
Somente aplicável se a temporada não tiver terminado: 
(Q) = Classificado para a fase do torneio indicada; (TQ) = Classificado para o torneio, mas não para a fase indicada; (DQ) = Desclassificado do torneio.

Grupo C
| # | Equipa     | J | V | E | D | GP | GC | SG | Pts | Classificação |
| - | ---------- | - | - | - | - | -- | -- | -- | --- | ------------- |
| 1 | Zhavia FC  | 3 | 2 | 1 | 0 | 9  | 4  | +5 | 7   | Classificados |
| 2 | FIEL FC    | 3 | 1 | 2 | 0 | 3  | 2  | +1 | 5   | Classificados |
| 3 | FC Iraler  | 3 | 1 | 0 | 2 | 3  | 6  | −3 | 3   | Eliminados    |
| 4 | Maubele FC | 3 | 0 | 1 | 2 | 4  | 7  | −3 | 1   | Eliminados    |

Fonte: [carece de fontes?]
Regras para classificação: 1º pontos; 2º saldo de gols; 3º gols pró.
(C) = Campeão; (R) = Rebaixado; (P) = Promovido; (O) = Vencedor do play-off; (A) = Classificado para a próxima fase. 
Somente aplicável se a temporada não tiver terminado: 
(Q) = Classificado para a fase do torneio indicada; (TQ) = Classificado para o torneio, mas não para a fase indicada; (DQ) = Desclassificado do torneio.

Grupo D
| # | Equipa      | J | V | E | D | GP | GC | SG | Pts | Classificação |
| - | ----------- | - | - | - | - | -- | -- | -- | --- | ------------- |
| 1 | B2B FC      | 3 | 3 | 0 | 0 | 12 | 5  | +7 | 9   | Classificados |
| 2 | São José FC | 3 | 2 | 0 | 1 | 5  | 3  | +2 | 6   | Classificados |
| 3 | Lica-Lica   | 3 | 1 | 0 | 2 | 6  | 6  | 0  | 3   | Eliminados    |
| 4 | FC Ostico   | 3 | 0 | 0 | 3 | 2  | 11 | −9 | 0   | Eliminados    |

Fonte: [carece de fontes?]
Regras para classificação: 1º pontos; 2º saldo de gols; 3º gols pró.
(C) = Campeão; (R) = Rebaixado; (P) = Promovido; (O) = Vencedor do play-off; (A) = Classificado para a próxima fase. 
Somente aplicável se a temporada não tiver terminado: 
(Q) = Classificado para a fase do torneio indicada; (TQ) = Classificado para o torneio, mas não para a fase indicada; (DQ) = Desclassificado do torneio.

## Fase Final
A segunda fase da competição iniciou-se em 4 de julho. Todos os jogos foram realizados no Estádio Municipal de Díli.
|  | Quartas de final  | Quartas de final   |                    |       | Semifinais | Semifinais |  |  | Final | Final |
|  |                   |                    |                    |       |            |            |  |  |       |       |
|  | 4 de julho – Díli |                    |                    |       |            |            |  |  |       |       |
|  |                   |                    |                    |       |            |            |  |  |       |       |
|  | Relay Laleia FC   | 2                  |                    |       |            |            |  |  |       |       |
|  | Relay Laleia FC   | 2                  | 10 de julho – Díli |       |            |            |  |  |       |       |
|  | Mushila FC        | 1                  |                    |       |            |            |  |  |       |       |
|  | Mushila FC        | 1                  | Relay Laleia FC    | 0     |            |            |  |  |       |       |
|  | 6 de julho – Díli |                    | Relay Laleia FC    | 0     |            |            |  |  |       |       |
|  |                   | São José FC        | 2                  |       |            |            |  |  |       |       |
|  | Zhavia FC         | São José FC        | 2                  | 1 (1) |            |            |  |  |       |       |
|  | Zhavia FC         |                    | 14 de julho – Díli | 1 (1) |            |            |  |  |       |       |
|  | São José FC (pen) | 1 (4)              |                    |       |            |            |  |  |       |       |
|  | São José FC (pen) | 1 (4)              | São José FC        | 1     |            |            |  |  |       |       |
|  | 5 de julho – Díli |                    | São José FC        | 1     |            |            |  |  |       |       |
|  |                   | B2B FC             | 0                  |       |            |            |  |  |       |       |
|  | Assa FC           | B2B FC             | 0                  | 0     |            |            |  |  |       |       |
|  | Assa FC           | 11 de julho – Díli |                    | 0     |            |            |  |  |       |       |
|  | DIT FC            | 4                  |                    |       |            |            |  |  |       |       |
|  | DIT FC            | 4                  | DIT FC             | 1 (2) |            |            |  |  |       |       |
|  | 7 de julho – Díli |                    | DIT FC             | 1 (2) |            |            |  |  |       |       |
|  |                   | B2B FC (pen)       | 1 (4)              |       |            |            |  |  |       |       |
|  | B2B FC            | B2B FC (pen)       | 1 (4)              | 4     |            |            |  |  |       |       |
|  | B2B FC            |                    |                    | 4     |            |            |  |  |       |       |
|  | FIEL FC           | 1                  |                    |       |            |            |  |  |       |       |
|  | FIEL FC           | 1                  |                    |       |            |            |  |  |       |       |

### Disputa do 3º Lugar
| 13 de julho de 2024 | Relay Laleia FC                       | 2 - 2 | DIT FC             | Estádio Nacional de Timor-Leste |
| 16:00 UTC+9         | Herboni Lopes 28' · Joanico Pinto 36' |       | João Pedro 8', 48' |                                 |

|  |       | Penalidades |
|  | 3 – 0 |             |

### Partida Final
| 14 de julho de 2024 | São José FC     | 1 - 0     | B2B FC | Estádio Nacional de Timor-Leste |
| 16:00 UTC+9         | Rufino Gama 70' | Relatório |        |                                 |

## Premiação
| Copa FFTL de 2024               |
| Timor-Leste                     |
| ------------------------------- |
| São José FC Campeão (1º título) |

## Ligações Externas
- Página oficial da Copa FFTL no Facebook.